# Trioceros wiedersheimi
Trioceros wiedersheimi (лат.) — вид ящериц из семейства хамелеонов. Обитает в Западной Африке.

## Распространение и среда обитания
Его ареал включает горы северного Камеруна, в том числе Чабал Мбабу и Чабал Гангдаба, а также горы Готель и плато Мамбилла в Нигерии. Его среда обитания состоит в основном из саванн и лугов. Встречается на высоте от 1500 до 2450 метров над уровнем моря.
Trioceros wiedersheimi является видом для оценки охранного статуса которого недостаточно данных.